# 袁祁都比売命
袁祁都比売命（おけつひめのみこと、生没年不詳）は、古代日本の女性。

## 概要
『古事記』にのみ登場する。別名は袁祁都依比売命（おけつよりひめのみこと）とも。「富士大宮司系図」では姉の意祁都比売命が彦初都比売命、妹の袁祁都比売命が表初都比売命と誤記されている。
『古事記』によれば、和珥氏の遠祖である和邇日子押人命の娘であり、兄弟には彦国葺命の父・彦国姥津命や許々止呂命、向日娘命がいるとされ、日子坐王の妃となり、山代之大筒木真若王や比古須泥王、伊理泥王を生んだとされる。